# Adams (California)
Adams es un área no incorporada ubicada en el condado de Lake en el estado estadounidense de California.

## Geografía
Adams se encuentra ubicada en las coordenadas 38°51′23″N 122°43′11″O / 38.85639, -122.71972.